# Hotel California (film)
Hotel California is een film uit 2008. De film volgt drie criminelen in Los Angeles. De film is opgenomen in het begin van 2007 en werd geregisseerd door Geo Santini, voor wie dit zijn eerste film is.

## Verhaal
De film volgt Troy (Erik Palladino), die terugkeert vanuit Miami naar Los Angeles. Troy wil weer gaan werken met zijn voormalige partners, Al (Tyson Beckford) en Pete (Simon Rex), die hem een aantal jaren eerder hadden verraden. Al en Pete zijn bang om Troy weer te zien en vertellen hun nieuwe baas, Dmitri (Raymond J. Barry), dat Troy weer in Los Angeles is. Daarop proberen ze alle drie om Troy te ontlopen en Troys voormalige vriendin Jessie (Tatyana Ali) doet hetzelfde. Ondertussen probeert Troy hen ervan te overtuigen dat hij veranderd is en heeft hij een nieuw sluw plan bedacht waar zijn partners een rol in spelen.

## Rolverdeling
| Acteur           | Personage         |
| ---------------- | ----------------- |
| Erik Palladino   | Troy              |
| Tyson Beckford   | Al                |
| Simon Rex        | Pete              |
| Tatyana Ali      | Jessie            |
| Raymond J. Barry | Dmitri Debartolla |
| Yancey Arias     | Hector Ramos      |
| Noel Gugliemi    | Chino             |

## Trivia
- Terwijl de film werd opgenomen, werd hoofdrolspeler Erik Palladino gearresteerd, omdat de politie van LA dacht dat zijn wapens echt waren. Palladino had al handboeien om toen de producers het probleem konden oplossen.